# مقاطعة أشيغاراشيمو (كاناغاوا)
أشيغاراشيمو (باليابانية: 足柄下郡 أشيغاراشيمو-غون) هي مقاطعة يابانية تقع في محافظة كاناغاوا، اليابان. تبلغ مساحتها 140.83 كم مربع، وبلغ تعداد سكان المقاطعة في عام 2008 48,847 نسمة، وكثافة السكان 347 نسمة لكل كم مربع.

## البلدات والقرى
- هاكونه
- مانازورو
- يوغاوارا